# ローゼンメイデンの登場人物一覧
ローゼンメイデンの登場人物一覧（ローゼンメイデンのとうじょうじんぶついちらん）では、『ローゼンメイデン』に登場するキャラクターの紹介を列挙する。担当声優は「アニメ版 / 先行発売ドラマCD版（フロンティアワークス発売）」と表記。記載が1人の場合はアニメ版（特記の無い限り全作共通）のキャストとする。

## 主人公
桜田 ジュン（さくらだ じゅん）
本作の主人公。それぞれ個別に説明する。
一人称は「僕」。お互いを「まいた僕/まかなかった僕」と呼び合う。また区別のために、翠星石は「チビ人間/でかチビ人間（元チビ人間）」、金糸雀は「スモールジュン/ビッグジュン」と呼び分ける。真紅は2人のジュンを呼び分けない。
また本ページにおいては、「ジュン/大ジュン」と表記して区別する。
「まいた世界」の桜田ジュン
声 - 真田アサミ / 小林沙苗
1部・3部の主人公。2部でも活躍がある。真紅の契約者で、真紅いわく下僕（しもべ）。不登校・引きこもりの中学2年生。大きなメガネをかけている。
鬱屈かつ反抗的な態度で他人に無関心を装う。その一方でまた、相手の気持ちを的確に察する描写が散見される。当初は姉に尊大な態度を取り、真紅達には翻弄されっ放しだったが、ローゼンメイデン達との交流やアリスゲームを経て、精神的に成長していく。
真紅に共鳴するマスターである。2人の心は「無意識の海」を介して通じ合うほど近い。自己評価では「近くない。真紅は闘っている。僕は臆病だ」となるが、真紅評では「そうして自分の弱さと向き合って認めているのが勇敢」だという。ときに真紅を相手に赤面する。
真紅に加えて、複数のドールと契約する。契約者としての力は強く、ドール3体を維持できる。Phase7にて（真紅を介して）雛苺を迎える。Phase17にて翠星石とも契約し、指輪が大きくなる。（雛苺を失い）Phase43で真紅・翠星石との契約を解除し、指輪を失う。TALE24にて、大ジュンから蒼星石との契約を譲渡されたことで、真紅・翠星石・蒼星石の3ドールと契約する。TALE49で指輪が指貫に変わる。
趣味は、怪しげな通販商品を注文し、一時的に手元に置いて楽しんだ後、クーリング・オフ寸前に返品して、「ミスしたらインチキ商品を本当に買わされるかも」というスリルを味わうこと。この趣味で「まきます」を選択したことが、真紅と出会うきっかけとなった。パソコンやネットを使い慣れている。
裁縫を特技とし、真紅の衣装も縫い直す。学校に行かなくなった原因は、ドレスのデザイン画を描いたノートをうっかり学校に提出してしまい、デザイン画に感心した梅岡先生が全校集会で発表してしまった（≒晒し者にされた）という出来事があったため。創造において規格外の才能を秘めており、マエストロ（神業級の職人。ローゼン級）とまで評される。「壊れた人形を直すことによって、迷子になった人形の魂を呼び戻す」「外れた真紅の腕を組み直す」といった芸当を見せており、特に後者は、手を触れず指輪から出した光の糸で縫い付けるという超常的な手法であった。さらにローゼンと何らかの関係があるらしく、ヒントが幾つも示唆されている。
1部では、ヒキコモリ状態から、姉や真紅達と一緒に食事を摂るようになる、みっちゃんにモノ作りの醍醐味を教わる、巴に協力を仰いで復学を目指す、など段階的に成長していく。だがそれゆえに焦ってもしまう。Phase43で雛苺の死と真紅・翠星石の危機を知り、雪華綺晶から彼女達を救出すべくnのフィールド入りする。2部では「まかなかった世界」の自分との邂逅を経て、真紅・翠星石・蒼星石と共に「まいた世界」に帰還する。
3部では鳥海皆人と友人となり、学校に復学する。だがトラウマは根深く、体は学校を拒絶し、保健室登校から徐々に慣らしていこうとする。そんな折に、柿崎めぐと雪華綺晶の罠にかかり、昏睡状態に陥る。仲間たちに助けられ、nのフィールドで自我を取り戻す（以降、メガネが壊れたのでかけていない）。そして真紅達と共に雪華綺晶の城に攻め込み、皆人のアリスゲームの裏で、ローゼンに会う。
マイスターローゼンを継承したことと、アリスに至った真紅が物言わぬ人形となり眠り続けていることで、次の目標を「ローザミスティカを創って真紅を目覚めさせること」とする。そのために、中学生をやりつつ、6人のドールと世界を廻り、ローザミスティカの材料となりそうな鉱物を採掘しているというところで、全3部は完結する。
初期アニメでは、引きこもりとなった理由が設定変更され、中学受験に失敗したということになった。1期の終盤は、ジュンが姉の叱責でトラウマを乗り越え、真紅を守って絆の力で水銀燈に打ち勝つというストーリーになっている。2期では、復学を目指しつつ、知り合った槐のドールショップに通う。
「まかなかった世界」の桜田ジュン
声 - 逢坂良太
2部・3部の主人公。真紅に出会わないまま大学生になったジュン。「まいたジュン」と同一人物だが、パラレルワールドに枝分かれした後の人生が異なっている。背が伸びて、髪を染め、コンタクトレンズにした。ブランクはあるが、物を作り上げる腕は健在。
2部で真紅の仮下僕（かりしもべ）となるが、契約はしていない。雪華綺晶に特別視され、未契約ながら「マスター」と呼ばれ、契約を迫られる。一時的にだが、蒼星石の正式な契約マスターとなる。TALE14・15で「紅銀翠雪から一人を契約に選ぶ」という選択肢を迫られ、真紅を選ぶ（結果は先述の通り）。
TALE1の時点では、周囲とまるで馴染めず、鬱屈した感情を抱えている。高校に行かなかったが、社会復帰するために大学に入り、家を出てアパートで一人暮らしをしている。書店でアルバイトをするも、嫌味な店長からはバカにされる。こうした状況で、「まいたジュン」から連絡を受け、真紅をレプリカボディで組み立てる。また斉藤の劇団の舞台作りを手伝う。
人生をやり直したいと思っており、「ジュン（過去の自分）を助けることに成功すれば、過去が変わって自分の周りの世界が一変するだろう」と望みを抱くが、真紅からそんなことはないと否定される。また真紅に必要なのは「まいたジュン」であって自分ではないのだと、諦念する。そんな心の弱みを雪華綺晶に付け込まれ、意図せず実体化を手助けし、さらに「貴方の望むままに世界を作り変えてあげましょう」と誘惑される。TALE17にて蒙を啓き（＝第0世界・己の視点からの現実を一変させ）、一気に精神的成長を果たす。そして蒼星石のマスターとなり、雪華綺晶をはっきりと拒絶する。「まかなかった」自分の選択を肯定し、ローゼンメイデンの存在しない日常に戻ったが、自分が変わったことで、少しずつ改善しつつある。「まいたジュン」と異なり、真紅や水銀燈に意見することが多い。
自己評価が低いものの、真紅や斉藤からの評価は高い。真紅いわく「自覚がないだけで、自分の力で『扉を開けます』ができている」。斉藤いわく「舞台も居場所もさくさく作れちゃう」。
3部のTALE42で再登場。学業優先で、バイトと劇団の手伝いも続けている。巴の携帯電話から救援要請を受け、動き出したコドウグに案内されて、雪華綺晶のフィールドに転移する。昏睡状態に陥っていたジュンの精神体を救出し目覚めさせる。コドウグからは慕われており、また雪華綺晶配下のレプリカ達にも異様にモテる。
携帯電話（機種の古いガラケー式）を持っており、作劇上の重要なアイテムになっている。真紅達と別れた後は、薔薇のゼンマイをストラップにつけている。
2部ラストにて拒絶した雪華綺晶に、3部ラストでは逆に手を差し伸べる。コドウグを器に雪華綺晶を受け入れ、彼女の正式なマスターとなる。

## ローゼンメイデン
第1ドールから第7ドールまでのシリーズで、お互いを姉妹と呼ぶ。漫画とアニメでは一部設定が異なる。この7人以外に、正式でない第ゼロドール、別の第7ドール、設定上の第8ドールがいるが、彼女たちについては別項にて説明する。
以下「ドール番号順」に記載する。

### 第1ドール水銀燈
水銀燈（すいぎんとう）
声 - 田中理恵 / 能登麻美子
第1ドール（長女）。初登場はPhase1（＝第3話）で、序盤から登場する、真紅の宿敵・ライバルである。契約者は柿崎めぐ。
人工精霊はメイメイ（初期アニメでは紫色、新アニメでは水色）。作中では、さらに蒼星石のレンピカも従えていた期間が長い（アリスゲームの戦利品）。
一人称は「私」。普段の口調は相手を小馬鹿にするような猫撫で声だが、本気になると感情的になる。
冷酷非情で好戦的な性格。アリスへの執着心が非常に強く、ローザミスティカを集めるためなら手段を選ばない。真紅とは犬猿の仲。非アリスゲーム時でも気難しさは変わらず、妹達からの好感度は高くない。妹にジャンク呼ばわりされることが最大級の地雷。
髪は長い銀髪。瞳の色は赤。服装は逆十字の柄が入ったアシンメトリーのオーバースカートの付いた奇抜な編み上げドレス。色は黒と白で構成されている。薄紫色のバラの飾りがついた黒のロングブーツを履いている。背中には変異自在な黒い翼が生えており、戦闘に用いる。
最初に作られたローゼンメイデンであり、纏う黒衣は闇を表し、逆十字はローゼンが神に背いて生命を創造した証である。第2ドール以降が存在するという事実を、水銀燈自身は「自分が至高の少女に届かなかった」のだとみなしている。そのため、ローゼンには愛憎入り混じった感情を抱いており、妹たちにも敵対的。
契約なしでも、一方的に人間から力を奪うことができ、人間を単なる媒介とみなしている。めぐとはすぐに契約するつもりだったが、ペースを乱されてしまう。また絆の力を軽視していたが、めぐとの出会いを通じて認めていく。その反面「めぐと契約したら自身は強くなれるが、病身のめぐが危うくなる」というジレンマを抱えてしまうが、めぐが雪華綺晶に目をつけられたことで決意を固め、契約する。
1部序盤は悪役そのもので、蒼星石のローザミスティカを横取りする。中盤ではまた別の側面を見せるようになり、めぐとの関係が掘り下げられる。Phase43で雪華綺晶にめぐをさらわれ、後を追う。
2部ではめぐを探す過程で「まかなかった世界」に転移し、大ジュンのアパートで真紅と同居する。雪華綺晶との戦いと、元の世界に戻るために、他のドール達と共闘する。さらにローザミスティカに存在する隠された真実を知り、正攻法ではアリスゲームには勝てないと、蒼星石からローザミスティカを奪い返さず、しばらく「貸し」とする。
3部では、めぐを探し続けるがどこにもおらず、戻った病室には桜田ジュンがいるという状況で、異変を察する。雪華綺晶と結託しためぐと再会するも、撤退される。雪華綺晶のフィールドに攻め込み、蒼星石からローザミスティカを受け取る。最後のアリスゲームでは、第7ドールアリス= 雪華綺晶と合体しためぐと戦う。助けたかったはずのめぐを殺し、己を含む全てのローザミスティカを真紅に託してリタイヤする。
『ゼロ』では、ゼロドールと因縁がある。ただのジャンクをドールにしてしまったのが、昔の彼女である（特別編のオルゴォルが関与する）。世界に及ぼした異変を止めるために、ゼロドールに幕を引く。
アニメ版においては、彼女は全ドール中で最も改変が大きい。特別編・1期・2期で、「初期アニメ版の水銀燈」というキャラクターが確立されている。より頭身が高く大人びた容姿になり、前述通り瞳の色やドレスのデザイン等も異なる。1期では完全に悪役に徹している。また最終話にて、真紅に倒されたとき、腹部が空洞になっている未完成ドールであることが明かされる。後続の完成ドールである真紅達への強烈なコンプレックスをモチベーションとし、「私はジャンクじゃない」というセリフが漫画とは異なるニュアンスを含む。2期6話で復活し、めぐと契約を結び、薔薇水晶と組んで真紅達を襲う。さらに薔薇水晶から「ローザミスティカを全て集めればめぐを救える」とそそのかされている。最終戦で薔薇水晶の攻撃から真紅を庇うような形で倒され、ローザミスティカは真紅に継承される。薔薇水晶が自壊した後、ローゼンに修理され復活し、めぐの病室に姿を現す。初期アニメ特別編では回想という形で、真紅との因縁と冷酷で好戦的な性格となった経緯が描かれた。
小説版（幻冬舎版1）では、ジャバウォックの事件に巻き込まれ、めぐまで利用されたことで、黒幕に怒りを示す。
初期アニメ1期3話副題『水銀燈』、サブ「Mercury Lampe」（水銀灯。水銀のランプ）。Mercuryは英語寄り、Lampeは独語寄り。

### 第2ドール金糸雀
金糸雀（かなりあ）
声 - 志村由美（アニメ）、影山灯（『ゴシックは魔法乙女』『SINoALICE -シノアリス-』）
第2ドール（次女）。小柄なドールである。契約者はみっちゃん（草笛みつ）。
一人称は「カナ」「私」。口癖は「…かしら〜」。他者からの呼称は「カナ」（みっちゃん、雛）、「カナチビ」（翠）、「かしら先生」（大ジュンからの敬称）。
「ローゼンメイデン一の策士」を自称する（他に頭脳派・才女・知能犯など）。モットーは「楽してズルしていただきかしら!」。
人工精霊はピチカート（金色）。常に金糸雀と行動を共にし、サポート役としても優れている。
コメディパートで「ローゼンメイデン一の〇〇」を自称し、失敗しては笑いを誘うのがパターン。だが内面的には、自分が2番目に生まれたドールであることにコンプレックスがある。故に、自分を一番に思ってくれるみっちゃんが大好きで、彼女に危害を加える者は誰であっても許さない。
好物はみっちゃんが作った砂糖がたくさん入った甘い卵焼き。みっちゃんとの仲は良好だが、溺愛ぶりから酷い目に遭うことも。
外見や見た目から幼い印象を受けるがただのドジっ子に見えて頭の回転自体は早く次女として妹達に頼もしい面を見せる事も増えていく。
ドール内では雛苺と仲が良い。水銀燈とは、第1・2ドールとして2人きりでいる期間が長かったためか距離感が独特で、気難しい彼女の扱いにも慣れている。
服装はオレンジ色のハイネックのワンピース（下半身はドロワーズ風の半ズボン）の上に黄色の燕尾風の上着を着ている。髪の色、瞳の色は緑。お下げのロールヘアにハート型の髪止めをしている。アイテムは日傘とヴァイオリン。みっちゃんの趣味で衣装替えすることも多い。
ヴァイオリンを使って、音や風を発生させて戦う。演奏する曲によって効果が異なる。音波の特性は、雪華綺晶の幻を攻略するのにも適している。
ドジな自称策士っぷりが目立つものの、戦闘力は高くアリスゲーム自体には積極的なスタンスをとっている。故に、桜田家ドールズのスタンスを「仲良しごっこ」とドライに見ている節がある。
初登場は1部・Phase22。登場してからしばらくは、桜田家の周囲をうろうろして侵入の隙を窺うがいつもうまくいかなかった。終盤では雪華綺晶の罠が姉妹たちを陥れる状況を唯一免れる。2部ではジュンを助け、彼と共に行動している。
3部では、先述の桜田家ドールズの方針との葛藤が大きくなる。さらにみっちゃんを攫われ、また敵との戦いでゼンマイが切れるまで奮闘した末に停止してしまう。最終決戦で再起動しかけるも、皆人に妨害され失敗する。
『ゼロ』では基本的に裏方。nのフィールドに迷い込んできた華に、帰還用に傘を貸した。
初期アニメ版では2期3話から登場。みっちゃんの「他のローゼンメイデンも欲しい」という願いを叶えるためにアリスゲームを始めたが、いつの間にか桜田家になじむ。漫画と比べると、かませ犬の立場に立たされることが多い。薔薇水晶に倒されローザミスティカを奪われたが、薔薇水晶の自壊後に復活する。
初期アニメ2期3話副題『金糸雀』、独語サブ「Kanarienvogel」（カナリア）。

### 第3ドール翠星石
翠星石（すいせいせき）
声 - 桑谷夏子 / 水樹奈々
第3ドール（三女）。如雨露（じょうろ）を持つ「夢の庭師」。双子ドールで、翠星石は「姉」にあたる。妹は第4ドール蒼星石。
初登場はPhase9。結菱一葉との契約を拒否し、Phase17で桜田ジュンを契約マスターとする（真紅との二重契約）。ゼロでの契約者は菊。
喋り方は丁寧語。普段の口語は、一人称を「翠星石」、語尾を「…ですぅ」とし、毒舌が多い。素の口調だと、一人称は「私」になり、語尾は「…です」となる。
性格は臆病で人見知り。初対面の者とは目を合わせようとせず、すぐ誰かの後ろに隠れてしまうが、打ち解けた相手には毒舌かつ上から目線で物を言う。清楚で淑やかな外見に反して口が悪く、所謂ツンデレ。その一方でケンカや争いが嫌いで、姉妹同士が戦うアリスゲームもできるだけ避けたいと思っている。クッキーやスコーンなど、お菓子作りが得意。
ジュンとは名前で呼び合うほか、「チビ人間」「性悪人形」とも呼び合う。ジュンへの「チビ」は身長ではなく「夢の『心の樹』が小さいから」。ほか、他者への呼称が独特で、チビ苺（雛苺）、カナチビ（金糸雀）、デカ人間（みっちゃん）、デカチビ人間（大ジュン）、いなかっぺ人間（初期の菊）、おじじ（一葉）。
人工精霊はスィドリーム（薄緑）で、庭師の如雨露を出して水を入れたり、夢の扉を開いたりする。
夢庭師として、他者の夢に入り、精神に干渉する能力を持つ。「庭師の如雨露（じょうろ）」で、人の心に育つ「心の樹」を成長させることができる。しかし、能力を過剰に用いると、樹の根を腐らせたり雑草を増やしたりすることが出来、それは即ち心の樹の持ち主の心の成長を妨げたり、特定の記憶に縛り付けることを意味する（もっと悪用すれば、悲しい記憶に心を支配させることができる）。通常戦闘では、如雨露の水を用いたり、世界樹や「心の樹」を召喚したり操作して戦う。全ドールで唯一、鞄で飛行するという特徴がある。
服装はオランダやベルギーの民族衣装のような深緑のロングスカートのエプロンドレス。両目は左がエメラルド色・右がルビー色のオッドアイ（蒼星石とは左右逆）。髪は床に届く程の茶色のロングヘアで後ろで二つに分かれてカールしており、白い三角巾のようなヘッドドレスを被っている。
桜田家の3ドールの一人である。当初はジュンを毛嫌いし、よくトラブルを起こしていたが、彼が体を張ってドールを守ろうとする姿に惹かれていく。雛苺のことは小馬鹿にしておちょくっており、よくケンカする。真紅との仲は基本的に良好ではあるが、ジュンが真紅ばかり構っていると焼餅をやく。蒼星石とは過去はいつも一緒であったが、1部では道を違えたため、一緒にいるシーンは少ない。3部では桜田家に蒼星石を迎えて同居する。
1部では蒼星石と対立し、アリスゲームの末に彼女を失う。ジュンと契約し、水銀燈に奪われた蒼星石のローザミスティカを取り戻すことを決意する。悲しみを抱えつつ気丈に振る舞い、嫌っていた一葉とも和解する。
2部では「まかなかった世界」に自ら赴く。蒼星石を復活させ、ジュン・真紅と共に桜田家に帰還する。この過程で、雪華綺晶とも水銀燈とも波乱があった。
3部では、ジュンを守り、雪華綺晶に囚われた一葉の救出を目指す。だがジュンを狙われて昏睡状態になり、さらにドールズも雪華綺晶のフィールドに引きずり込まれ、蒼星石とも別れてしまう。出現した敵の双子ドールを見て、思うものがあり、仲間を逃がして防戦する。最終的にはゼンマイ切れで停止したボディを皆人に回収され、改造されて真紅と戦わされる。
『ゼロ』では主役ドール。契約者は菊。ゼロドールの影響を受けており、記憶が不完全で、また鞄を失くしている。さらに「兎頭の怪人」に紅い右眼を狙われる。
初期アニメ1期では、柴崎元治にねじを巻かれて目覚めた。元治が正気を失い、蒼星石を束縛することを耐えかねて、真紅の元にやって来る。その時点では契約をせず、2期4話になってジュンと契約する。2期終盤のアリスゲームでは、薔薇水晶に襲われた金糸雀をかばいリタイヤ。薔薇水晶が自壊した後に、ローザミスティカが戻り、復活する。
初期アニメ1期4話副題『翠星石』、独語サブ「Jade Stern」（ヒスイ石。翡翠）。

### 第4ドール蒼星石
蒼星石（そうせいせき）
声 - 森永理科
第4ドール（四女）。鋏を持つ「夢の庭師」。双子ドールで、蒼星石は「妹」にあたる。姉は第3ドール翠星石。初登場はPhase10。
契約者は結菱一葉（1部）→大ジュン（2部）→桜田ジュン（3部）、華（ゼロ）。
人工精霊はレンピカ（薄い青）で、庭師の鋏を出したり、夢の扉を開いたりする。
夢庭師として、他者の夢に入り、精神に干渉する能力を持つ。「庭師の鋏」で、人の心に育つ「心の樹」を剪定することができる。雑草や余分な枝を切って心を救うことができるが、切りすぎると心に害を為してしまう（悪用すれば、大切な記憶を失わせることができる）。通常戦闘では、大鋏を刀剣として用いて戦う。
服装はシルクハットに袖口の長い白いブラウス、青いケープとニッカーボッカー風の半ズボンであり、いわゆる王子系に近い。髪は茶髪(姉の翠星石より赤毛に近い)前下がりのボブをベースにしたショートカット。両目は左がルビー色・右がエメラルド色のオッドアイ（翠星石とは左右逆）。一人称は「僕」であり、髪型や服装と相まって全体的にボーイッシュである。
基本的な性格は、生真面目で寡黙、義理堅く契約マスターに忠実。双子の翠星石とはいつも一緒で、いたずら好きな彼女の抑え役でもある。
ローゼンメイデンは契約したマスターに性格が影響されるが、彼女はマスターである結菱一葉と心が共鳴しすぎていたため、同調して彼への忠誠心が強まり、ひそかに抱いていた翠星石へのコンプレックスも刺激されてしまっていた。「翠星石の半身ではない自分を確立したい」と愛憎を拗らせていたこともあり、作中当初は冷徹で厳しい性格だった。その後、1度のリタイヤと復活を経て、少しずつ柔和さが出てきた。
1部では真紅や翠星石と対立し、翠星石とのアリスゲームに敗北した直後、ローザミスティカを水銀燈に横取りされる。その後「無意識の海」で魂のみがジュンや水銀燈と邂逅している。終盤ではボディを雪華綺晶に盗まれ、翠星石を陥れる罠に利用される。
2部では、「まかなかった世界」で雪華綺晶が実体化するためのボディとされる。だが翠星石の賭けが成功し、大ジュンと蒼星石の契約が成立したことによって雪華綺晶から解放され、翠星石のローザミスティカで復活する。続いて水銀燈と交渉し「翠星石のローザミスティカで翠星石を復活させる。水銀燈から自身のローザミスティカを一時返却してもらう。今度は、水銀燈を勝者と認めた上で正式に託す」と約束する。その後は翠星石に「ずっと一緒だよ」と嘘をつき、庭師双子の能力をフルパワーで用いて、2つの世界に帰還するための道を作る。嘘を翠星石に謝り、水銀燈に自身のローザミスティカを返却しようとするが、しばらく「貸し」ということで収まる。契約は大ジュンからジュンに譲渡される。
3部では、桜田家ドールズの一人となり、翠星石と日常を過ごすが、水銀燈との約束を裏切るつもりは無い。しかし前契約者の結菱一葉が雪華綺晶に囚われてしまっていた。昏睡状態に陥ったジュンを夢から導いた後、2部での約束通り水銀燈に自身のローザミスティカを託し、リタイヤする。
『ゼロ』では、翠星石・菊が主役で、連動して蒼星石・華も準主役的に活躍する。性格は、1部に比較すると穏やかなものになっている。第13-17階まで、紅い左眼を欠損して眼帯をつける。
初期アニメ版では、1期は基本的に大人しい。活動的で性悪な翠星石の抑え役であり、個性的で癖のある姉妹の中では最も良い子。契約者は柴崎元治で、正気を失った彼から、亡き息子だと思われており、そばを離れたら彼の心が壊れてしまうと忍従していたが、元治の心を救い、翠星石たちと平穏な生活を送ることを選ぶ。2期では、ローゼンメイデンの本分としてアリスゲームに挑み、水銀燈に敗北する。贋作の薔薇水晶に敗れた姉が復活したのに対し、正式なローゼンメイデンである水銀燈に敗れたため、復活はしていない。
初期アニメ特別編（100年前）では、アリスゲームに積極的で、真紅と激しく戦っていた。この時代でも翠星石と行動していた。
初期アニメ1期8話副題『蒼星石』、独語サブ「Lapislazuli Stern」（ラピスラズリ石。瑠璃）。独語は「Lapislazuli」、英語は「Lapis Lazuli」（2単語）。「Lapis」自体に「石」の意味がある。

### 第5ドール真紅
真紅（しんく）
声 - 沢城みゆき / 堀江由衣
第5ドール（五女）。ドール側の主人公。初登場は1部序章前編（＝第1話）。
契約者は桜田ジュンで、下僕（しもべ）としている。また雛苺に力を供給して従える。2部では大ジュンの許に身を寄せるが、契約はしていない。
一人称は「私」、自己強調するときは「真紅」。人工精霊はホーリエ（赤）で、かなり優秀。
プライドが高くマナーに厳しい。少女ドールだが精神年齢は高く、貫禄や威厳すらある。常に冷静沈着で動じず、マイペースを貫く。契約者との絆を重視する。
桜田ジュンに共鳴するドールである。ジュンとは「無意識の海」を介して心が通じ合うほどに近い。自分の弱さと向き合える彼を勇敢と評するなど成長を促す重要な役割を担っており、良い関係を築いている。同様に大ジュンも見守る。
服装は真っ赤なワンピースに、ケープコートとボンネット状のヘッドドレスを着用している。リボンの色は黒（初期アニメ版では緑）。瞳は青。髪は金色で背丈よりも長く先がカールしているツインテール。衣装のアクセントに、幾つもの紅薔薇を身につける。
桜田家の3ドールの一人である。雛苺をアリスゲームに則り下僕（しもべ）としており、翠星石との仲は良好。
好物は紅茶だが、自ら淹れることはなく、専らジュンやのりに淹れさせている。趣味は読書で、よくドイツ語で書かれた錬金術の本を読む。テレビ番組『たんてい犬くんくん』の大ファン。犬が好きで猫が苦手。
ローゼンメイデンの誇りを重んじる。常に完全で在らねばならないと考えており、己に課すハードルが高い。その誇りから軽率にも水銀燈をジャンク呼ばわりしてしまい、怒った彼女に右腕をもぎとられ絶望を経験する。腕を取り返してくれたジュンの奮闘に感謝し、後に水銀燈にも謝罪している。
薔薇の花弁を集めて宙を泳がせる「薔薇の尾（ローズテイル）」という技を持つ。また懐中時計を持っており時間のネジを巻き戻すことで、壊れた物体を直すことができる。
他の姉妹を倒しローザミスティカを奪ってアリスになることに疑問を持っており、アリスゲームを「自分なりのやり方」で終わらせようとしている。具体的には、歴代マスター達との出会いから、運命に抗う人間たちの姿を知り、人形である自分もまたルールに抗う決意をしたとされる。
水銀燈とは犬猿の仲。箱庭時代の真紅は穏やかな性格であったが、水銀燈から正と負の強く生々しい感情を教わったと言ってもよい。「私のアリスゲーム」の思想も、元を辿れば愛憎を動機とする水銀燈のアリスゲームへの反発に始まる。
雛苺は妹。アリスゲームに則り下僕としているが、それ以前に数少ない妹に当たるドールである。箱庭時代は六姉妹だったため、第5ドールの真紅にとって、第6ドールの雛苺は唯一の妹であった。だが彼女を迎えた当初は、自分は至高の少女に届かなかった、妹にお父様を奪われたと、複雑な感情を抱いていた。
1部では水銀燈と何度か戦う。Phase35にて雛苺から彼女のローザミスティカを受け継ぐ。Phase43では、マスターを狙う雪華綺晶からジュンを護るべく、指輪の契約を破棄する。
2部の彼女は、頭部とローザミスティカだけが本物で、胴体部は大ジュンが作ったウレタン製のレプリカの仮ボディ。あくまで一時避難であり、大ジュンとの契約にも危険を伴う。
3部では、復学したジュンを見守る。だがジュンが狙われて昏睡状態とされ、さらにドールズも雪華綺晶のフィールドに引きずり込まれる。大ジュンに救援を要請し、仲間の奮闘で復活したジュンと合流する。そして、ジュン・大ジュン・水銀燈らと共に、雪華綺晶の城に突入する。
最終決戦では、雪華綺晶と相討ちになった水銀燈から4つのローザミスティカを託され、自身と雛苺の物と合わせて6つのローザミスティカを得る。そして雪華綺晶を孤独から救うために、自分は全てのローザミスティカを放棄して彼女に与えようとした。だが雪華綺晶は真紅をアリスに選んだため、7つのローザミスティカ全てが真紅へ集まり、真紅は雪華綺晶を受け入れるという形でアリスに至る。最終的には、誰もひとりぼっちにさせないという己のアリスゲームの理念を貫き、姉妹たちに全てのローザミスティカを返却したが、その代償に彼女自身のローザミスティカは砕け散り、物言わぬ人形として眠りについた。
真紅を目覚めさせるために、新たなローゼン＝ジュンが新たなローザミスティカを創り出そうと旅立つというところで、全3部は完結する。
『ゼロ』では、ゼロドールの夢に囚われ、眠ったまま歌い続ける。
初期アニメ版1期は、真紅とジュンが絆の力で水銀燈に打ち勝つストーリーになっている。因縁の水銀燈を倒してしまったことに後悔を抱き、2期では穏やかに暮らすことを望み、アリスゲームを放棄する。水銀燈が生きていたことにも安堵している。しかし薔薇水晶の介入により戦うことになり、敗れる。薔薇水晶が自壊してローザミスティカが戻り、復活する。初期アニメ版の設定ではステッキを武器にする。初期アニメ特別編では水銀燈との確執が起きる経緯が描かれる。
ゼロ4巻収録の特別編では動いており（15周年特別編&リアルイベント企画という側面もあるが）、第3部ラストで眠りについた彼女が目覚めたことが示唆されている。
初期アニメ1期12話副題『真紅』、独語サブ「Reiner Rubin」（純ルビー。真の紅玉）。

### 第6ドール雛苺
雛苺（ひないちご）
声 - 野川さくら / 金田朋子
第6ドール（六女）。契約者は柏葉巴だが、早々に契約の指輪が砕け、以後は真紅に仕える。初登場はPhase5。
一人称は「ヒナ」。口癖は「…なの〜」「…のよ」「うゆ」。呼称は「ヒナ」（金糸雀から）、「チビ苺」（翠星石から）など。
語彙は少なく、喋り方も幼い。初期は、前の契約者の影響でフランス語を交えて話していた。名残はあり、イエスノーの意味で「うぃー (Oui.)」「non!」を用いることがある。
姉妹の中でも心身共に最も幼く、子供である。登場初期は、泣き虫で甘えん坊の駄々っ子としての面が大きかったが、優しいしっかり者に成長する。お絵描きとお歌が好き。くんくんもお気に入り。
好きなものはお菓子。中でも苺大福が大好物。だが語彙が乏しく、「白い」「ふわふわ」「うにゅ〜」「赤くて黒」などと、うまく伝えられなかった。
性格と口調が変遷しており、現代と箱庭時代で微妙に異なる。一人称も厳密には「雛苺」と「ヒナ」があり、時期によって変わる。
桜田家の3ドールの一人である。真紅は姉であると同時に、アリスゲームに則り下僕となっている。翠星石にはよくからかわれケンカとなる。のりとは意気投合している。当初はジュンに、幼稚さを厄介に思われていたが、改善する。アニメでは他の2ドールよりも早く金糸雀に会い仲良くなっている。巴との絆は特に強調されており、真紅には高く評価され、めぐからは悪用の為に狙われている。
服装は桃色を基調としたナイトガウンのようなワンピースとドロワーズで、頭に大きな桃色のリボンを付けている。髪型は金髪で内巻きの縦ロール。瞳の色は黄緑。
人工精霊はベリーベル（ピンク）。ふらふらと気弱に浮遊し、イマイチ頼りない。
能力は、苺のツルを伸ばして操る「苺わだち」。有用だがパワーは低く、炎や切断にも弱い。さらに真紅に敗れたあとは弱体化している。
特に真紅とは姉妹の絆が強く、箱庭時代まで遡る。お父様に構って貰えなくなった雛苺に手を差し伸べたのが真紅である。七姉妹の六女だが、第7ドールには誰も会ったことがないため、実質的に六姉妹間での位置づけは末っ子。姉達の視点では最後に創られた妹であるが、雛苺もアリスに届かなかったとわかり、後に7姉妹全員の目覚めとアリスゲームの開始が宣言され完全に覆った。
ストーリー上はリタイヤしていた期間が長く、1部終盤・2部（新アニメ）・3部にはほとんど登場していない。
前マスターのコリンヌに置き去りにされた経験が尾を引いているため、孤独を恐れている。巴を危険にさらしてしまったのも、独りが嫌で、一緒にいてほしかったという、悲しみの反動である。「でもヒナには起こしてくれる人がいる」「ヒナが起こしてあげる」というセリフが伏線で、リタイヤ後も意識体となって真紅達をサポートする。
1部終盤にて、指輪を持つオディール（コリンヌの孫娘）が現れ、自身が本当のマスターだと告げられる。「桜田家にいるか、オディールの許に行くか」という二択に心を揺さぶられる。その不安定な隙を雪華綺晶に襲われ、ボディを奪い取られてしまう。残されたわずかな力で、真紅に自身のローザミスティカとベリーベルを託す。
2部では彼女のローザミスティカが真紅の本来のボディを守っていた。3部では、桜田家を模したフィールドに彼女の魂がおり、巴と大ジュンと共に、眠りに落ちたジュンの精神体を助ける。
特別編（2014年の画集収録の短編）では主役。箱庭時代の、オルゴォルにまつわる小さな事件を描く。『ゼロ』はこの続きで、基本的に裏方だが見せ場がある。年下のてふ子や、ふわふわのプルプルを可愛がる。
小説版（幻冬舎版2）と、スピンオフのショートコメディ『dolls talk』では主役ドール。
アニメ2期では原作とほぼ同時期に異なる理由でリタイヤする。アニメ2期では、本来アリスゲームに敗れたことを先延ばし続けていたことに、遂に限界が来たというもので、少しずつ動作が鈍くなり、停止して物言わぬ人形となる。アニメ版のドール薔薇水晶とは接点が薄い。
初期のデザインコンセプトは「毒入りお菓子」。名前の由来は、「雛」という字を使うという構想に加え、「ひな祭りフェアで苺大福を売っていた」という体験からの連想。
初期アニメ1期2話副題『雛苺』、独語サブ「Kleine Beere」（小さな/幼いイチゴ）。

### 第7ドール雪華綺晶
雪華綺晶（きらきしょう）
声 - 千葉千恵巳
第7ドール（七女・末妹）。過去にどのドールも出会ったことのなかった7番目のドール。初登場はPhase29、名前が判明したのがPhase35。1・2・3部を通して、策を弄し暗躍する。
基本的に名前で呼び合う薔薇乙女内で、彼女だけは他ドールを「お姉様」と呼んでいるが、姉たちからは、異質で危険な7番目とみなされ、あまり妹として見てもらえない。1部時点では水銀燈にしか名乗っておらず、その容姿から「白薔薇」と仮称されていた。大ジュンに非常に強い執着心を寄せており、初めて会った時から彼を「マスター」と呼び、契約を迫る。
物腰は柔らかく口調も丁寧ではあるが、おどけた奇矯な性格で、独特の不気味さが演出される。独自の行動原理で動き、用心深く狡猾。しかし、狂気的とも取れる性格の裏には同時に「愛されたい」という深い孤独感を抱えている。
容姿は、ウェーブが全体にかかったロングヘアーをツーサイドアップにしている。また、右目には眼球が無く空洞になっており、眼窩から薔薇と茨が直接生えている。左目の色は金色。薔薇の髪飾り・露出の多いミニドレスを身につけ、編み上げのロングブーツを履いているが、イメージカラーの「白」というコンセプト通り作中では「髪もドレスも薔薇も真っ白」ということになっている。しかし、実際のカラー印刷では表現のために色塗りをされており後述する各媒体でも独自のカラー設定が用いられている。人工精霊は未登場。
ローゼンの「物質世界に捉われることが、アリスを創り出すことの枷なのか」という問いかけから、ボディを持たない概念のみのドールとして生まれる。アストラル体とローザミスティカから成るが、この試みでもアリスには届かなかった。いざ創られた彼女の方は、ボディが無いことが欠点としか思えず、物質の身体を持ち自由に現実世界を動き回れる姉たちを羨やんでいた。
さらに、最後に生まれた雪華綺晶がドールズ達の箱庭に辿り着いた際には、すでに他の姉妹達はラプラスの魔に導かれ旅立ってしまった後だった。1人だけ取り残され、ボディを持たない精神体であるが故に手を差し伸べてくれる人もいなかったため、深い孤独に心を支配されてしまったのが現在の彼女の性格と行動の元となっている。
ボディがないため人間とも通常の契約が出来ず、人間の心を奪うことで活動している。素養さえあれば誰でも、何人いてもよい(雪華綺晶はこれを「苗床」と呼称する)。その手段は、心の隙につけこみ夢を見せ、精神体を水晶の棺に閉じ込め、現実世界では昏睡状態にするという、質の悪いもの。姉たちのボディを奪って実体化した後は、水銀燈のように人間から強制的に生命力を吸い上げられる。
攻撃方法は幻影を得意とする。実体を得た後は白い茨や薔薇の花を操り、相手を拘束・捕捉する能力を使いこなす。
ボディを持たないことから自分に欠けている器を補うことでアリスに至るという構想を抱く。具体的には6姉妹全てのボディを独占し、マスターも横取りして苗床とすれば、複数のボディを着替えることができ、それこそが至高の少女であると考えている。反面、ドールの心とも言えるローザミスティカには興味を示さず、自分のローザミスティカにすら執着しないため、アリスゲームのやり方としても、ドールとしても異質であることから真紅や水銀燈からは強く反発されている。
3部では方針を変え、「姉たちの誰も持っていない有機のボディ(＝人間の少女の肉体)」を得ることでアリスに至ろうとする。
物語の進行に伴いボディが変遷している。1部ではnのフィールドをアストラル体で行動しつつ、雛苺のボディを奪って現実世界（まいた世界）に干渉する。2部では蒼星石のボディも奪っており、「まかなかった世界」に現れる。3部ではレプリカボディで行動した後、有機のボディ(＝人間の少女)である柿崎めぐに憑依する。
nのフィールドの「第42951世界」を自分の世界とし、水晶の城を構える。自分には何もないので、自分だけのお父様や姉妹達を創ることにした、という孤独の産物でもある。
1部ではほぼ全てのドールを陥れることに成功。2部では大ジュンに目をつけ、「私を選べば、貴方の望むままに世界を作り替えて差し上げる」と誘惑するが、拒絶されて大敗し、蒼星石のボディを追い出されたことで弱体化する。
3部では方針を変えて巻き返しを図る。めぐと融合し「有機のアリス」として戦いに臨むが、めぐが水銀燈の手で殺されることを望んでいたため、水銀燈に敗れ、アリスゲームに完全敗北する。絶望する中で真紅から全てのローザミスティカを譲られるが、その直後苗床を失ったことで力が尽き、ドールとしての存在意義を失って消滅しかける。しかし、大ジュンに受け入れられ、彼と契約してコドウグの器を依代に蘇ることができた。真紅と大ジュンの行動により心の傷が癒され、最後はようやく心からの笑顔を浮かべられるようになった。最終話では、他の姉妹と違って彼女は大ジュンの世界に残り、ジュンの来訪によって目覚め、彼や他の姉妹達と共に旅立って行った。
前述の通り、雪華綺晶は媒体によってカラーの設定が異なる。原作及び原画集の印刷におけるカラー設定はピンクがかったブロンド(ストロベリーブロンドに近い)に白いドレス・ブーツだったが、原作準拠の新アニメ版では、よりブロンドに近い髪色となっている。
初期アニメ2期では、第7ドールを標榜する薔薇水晶がオリジナルキャラクターとして登場するが、その裏で真作の第7ドールである彼女も存在している。最終話で、姿だけ数秒登場している。なお、その際の姿は原作・原作準拠の新作アニメと大きく異なり、髪型などのデザインが薔薇水晶により酷似している。
2部をベースとする新アニメ版では主要ドールとして多く登場している。『ゼロ』では制作中と説明された。
薔薇水晶に似ているが、似て非なる2人という以外のことは不明。当時は漫画とアニメとで情報が錯綜し、複雑化していた。「漫画とアニメで第7ドールが違う・似ている」という演出のためである。初期アニメ2期と連載Phase30-34の期間が重複し、アニメ完とほぼ同時にPhase33迄収録の単行本6巻が出る。
洋風ネーム「Schnee Kristall」（雪の結晶）。
モデルは恋月姫ドール。ローゼンメイデン自体が恋月姫からインスピレーションを受けた上で、7番目の彼女は正にそのもののイメージで創られたキャラクターであるという。

## 人間
人間キャラクターの名字には、木へんもしくは草冠の漢字が入った名字が多い。なお、原作に登場するマスターのほとんどが、餅の名称から苗字が付けられている（桜餅、柏餅、柿餅、菱餅、草餅）。

### まいた世界（1・3部）
桜田 のり（さくらだ のり）
声 - 力丸乃りこ / 久川綾
ジュンの姉で高校生。海外赴任中の両親に代わって甲斐甲斐しく家事を切り盛りしている。学校では女子ラクロス部に所属。ドジで天然ボケ。社交的で面倒見が良く心優しいが、怒ると怖い。常に弟を心配し思いやるが、お節介で過保護なため鬱陶しがられている。弟が何を考えて何をしたいのか、理解してあげられないことを悩んでいる。
真紅達を溺愛しているが、アリスゲームについては知らされておらず、Phase43で初めてアリスゲームの存在と雛苺の死を知る。
料理上手で、「はなまるハンバーグ（花の形をした目玉焼きがのったハンバーグ）」「ぷりぷりハートのオムライス（ケチャップライスの中にミートボールが入っているハート型のオムライス）」など、手の込んだ料理を作ってはドールズを喜ばせている。
3部では、入院して眠ったままのジュンに付き添っていた。だが、めぐの夢(後述)によって起きたアリスゲームが終わった事で世界が元に戻り、ジュンがめぐに変わっており驚く。
初期アニメ1期のクライマックスでは、うじうじするジュンを叱責して立ち直らせる。
柏葉 巴（かしわば ともえ）
声 - 倉田雅世 / 川澄綾子
ジュンの幼馴染みで同級生。雛苺の元契約者。左目下に泣きぼくろがある。
幼い頃はジュンとよく遊んでいたが、父親の仕事の都合で引越し、中学1年生の頃に戻ってきた。家族からも学校でも優等生と見られており、クラスでは学級委員を務め、友人としてジュンを気にかけている。そのため、薔薇乙女達の恋敵になっている。
特技は剣道で、幼い頃から父親に習っており、学校でも剣道部に所属。しかし、本当は退部して受験勉強に専念したいことや、学級委員も本当はやりたくなかったことを父親やクラスの皆に言えず、いつも本心を言えない自分に悩んでいる。雛苺との契約解消後も仲は良く、雛苺の成長を喜んでいる。
3部では、転校生の柿崎めぐに目を付けられ、幻で追い込まれる。さらに雪華綺晶から「雛苺のボディを使うための苗床」になれと誘惑されるも、みっちゃんの機転で難を逃れる。その後、真紅や大ジュンと共に雪華綺晶のフィールド攻略メンバーとなる。桜田家を模した空間で雛苺の魂と再会し、眠り続けるジュンの「記憶の扉」を開け、彼を起こす。
原作では少し暗く口数も少ないが、アニメでは明るく口数も多い。
初期アニメ2期10話副題『巴』、サブ「Tomoe」（音訳）。
柿崎 めぐ（かきざき めぐ）
声 - 河原木志穂
水銀燈の契約者の少女。初登場はPhase8だが顔やセリフはなく、Phase23で本格的に登場する。水銀燈の螺子を巻いたが、水銀燈がなかなか契約を結ぼうとせず、Phase37で遂に正式に契約した。
有栖川大学病院に心臓の病で入院しており、完治するには移植手術が必要だが、幼少時からの度重なる余命宣告で生きる気力を失っている。病弱な自分を「壊れた子（ジャンク）」と言っている。自分の前に現れた水銀燈を「天使さん」と呼び、水銀燈が自分の命を使い切ることを望んでいる。絆の力を軽視していた水銀燈の心境を変化させた人物。
両親は父親（声 - 森田順平〈新アニメ〉）の多忙な仕事やめぐの件等に起因する不和で別居。父親がめぐを引き取っているが、それでも父とは滅多に逢えず、その結果「両親にも見捨てられた」と悲観的な思考へと繋がっている。担当看護師や見舞いに来た父親に暴言を吐いたり物を投げつけたりと、暴力的で反抗的な態度を見せている。父の愛を求めているが、満たされず、その裏返しで憎んでいる。祖母がいつも自分のために歌ってくれた「からたちの花」を水銀燈のためにいつも歌っている。
Phase43（最終話）で雪華綺晶に攫われる。3部で再登場するも、不自然に病が全快しており、退院してジュンのクラスに転校してくる。表面上は「病気で学校に長く通えずにいた年上の少女」を装っていたが、ジュンや巴と2人きりの状況になると豹変し、精神的に追い詰める。その過程で、雪華綺晶と結託していることが判明する。
雪華綺晶の城で自らの体を雪華綺晶に捧げ、融合してアリスとなる。そして最後のアリスゲームで水銀燈と戦う。その真意は、第7ドールとしてアリスゲームで水銀燈と戦うことで、「めぐが命＝ローザミスティカを水銀燈に与えるか、水銀燈がめぐのローザミスティカ＝命を奪うか」という極限状況に持ち込むことであった。雪華綺晶の攻撃で致命傷を負った水銀燈に、めぐは命を差し出す。絶望する水銀燈とお互いに想いを伝えあった後、水銀燈の翼で胸を貫かれて絶命する。
3部におけるキーマンであり、本作の最後の敵となった存在である。3部の出来事は虚実が入り乱れており、これらはめぐの夢が雪華綺晶の力で現実世界に侵食したものである。最終的にアリスが死んだことで、現実世界の病室でめぐは死亡し、同時に雪華綺晶の幻影は解け、全ての虚構が現実に戻っていった。対ジュンに向けて放った責めの言葉は、実は自分に向けた自罰の言葉でもある。
初期アニメでは2期『トロイメント』のみの登場。原作と違い両親との確執も見られず、穏やかな性格になっている。水銀燈の薇を巻いた訳ではないが、薔薇水晶に導かれるまま、水銀燈と一方的に契約を結んだ。彼女の存在が、2期で水銀燈が戦うモチベーションになっている。また『オーベルテューレ』では両親が見舞いに薔薇を持って来た描写がされている。
小説版（幻冬舎版1）では、何者かの陰謀でジャバウォックの指輪を与えられ、深い眠りに就く。
草笛 みつ（くさぶえ みつ）
声 - 川瀬晶子
金糸雀の契約者。メガネにソバカス、長髪の成人女性。金糸雀を溺愛している。一人称は「私」「みっちゃん」、金糸雀を「金糸雀」「カナ」と呼ぶ。ジュンのことは「ジュンジュン」と呼ぶ。翠星石から「デカ人間」、真紅からは「みっちゃんさん」と呼ばれる。初登場はPhase28。
金糸雀を「いちばん」と断言し、絆が強い。熱狂的なドールマニアで、金糸雀の着せ替え用の服を沢山買い集めている。金糸雀のお弁当は彼女の手作り。抱っこと撮影会でハメを外してギャグキャラ化し、ドールズには苦手意識を持たれる。強引なノリのため、ジュンとしても若干苦手なタイプ。水銀燈を「銀ちゃん」と呼び、ノリを引かれ気味。
職種はパタンナーで、趣味でドール服などの自作もしている。将来は独立して自分の店を持つのが目標で、そのための努力も惜しまない。ジュンにドレスの依頼をして、結果的にジュンのマエストロとしての才能を再び開花させるきっかけを与えた。
アリスゲームのことも知っているが、当初はあまり深入りはしなかった。2部では未登場ながら、陰から金糸雀とジュンをサポートする。
3部では、自宅に潜入していたアレニエに襲われかける。続いて、めぐ・雪華綺晶に捕まりかけていた巴を救出するも、代わりに捕まり連れ去られる。雪華綺晶の城にて、皆人のお針子として働かされることになるも、目を盗んで逃亡し、コドウグ・大ジュンらと合流する。再会した金糸雀は、ゼンマイが切れて止まってしまっていた。最終決戦では、皆人から「金糸雀の薇」を盗んで再起動をしようとするも、見抜かれており妨害されて失敗する（が、この行動が巡り巡って、別行動中のジュンを助けることに繋がる）。
漫画とアニメの相違点はソバカスの有無。漫画ではかなり目立つソバカスがアニメでは無い。また、漫画では初登場から暫くの間職業について描かれていなかったが、アニメではかなりやり手のOL（一説には秘書）として描かれている。また初期アニメ第2期では本名が明かされておらず、エンドロールにおける役名は「みっちゃん」と表記された。
結菱 一葉（ゆいびし かずは）
蒼星石の契約者。蒼星石と翠星石の薇を巻いた。街の高台にある結菱家（薔薇屋敷）の主。華族の末裔で、かつては財閥を率い、現在も相当な資産家。双子の登場時に言及はあったが、Phase20で顔が判明。
50年前、自分の半身である双子の弟・二葉が駆け落ちして、ヨーロッパで船舶事故で死亡した。彼の死を認めたくないあまり、「自分は弟の二葉で、死んだのは兄の一葉」と偽って生きることを選び、自分の記憶を封印して長い苦しみの中を生き続けた。また、彼自身も実は弟が駆け落ちした女性に想いを寄せていた。だが自身は彼女に選ばれた方ではなかったという暗い感情を抱えている。蒼星石からは半身という影に縛られ続けているという共通点を見出され、絶対的な忠誠を捧げられている。
生きていた女性に復讐するため、夢庭師双子の力を使い女性の「心の樹」を朽ちさせようとした。意にそぐわない翠星石を、入手するか、ローザミスティカと如雨露を奪うべく、ドール達を自分の夢の世界へと誘い込む。しかし、戦いの影響で過去の記憶が揺り起こされ、彼女も二葉の死を悲しみながらもそれを乗り越え生きることを選んだことを知り、封印していた自分の記憶も思い出す。そして、二葉の姿を借りている自分自身の影を消し去るという本当の望みを告白し、蒼星石の命を懸けた行動によって自分の影から解き放たれ改心した。
翠星石には嫌われていたが、蒼星石を失い悲しむ一葉を見た翠星石にその気持ちを汲まれて和解する。
1部終盤にて雪華綺晶の暗躍で昏睡状態に陥り、精神体は雪華綺晶の苗床として囚われる。蒼星石との契約指輪は、翠星石が回収して、大ジュン（→ジュン）に譲渡される。蒼星石は彼を救出したいと思っており、蒼星石からローザミスティカ4を継承した水銀燈によって、苗床から救出される。FINAL TALEでは、いつか双子に再会できる気がすると、薔薇園で二人を待ち続けている。
小説版『ツヴィリンゲ』にて掘り下げがある。薔薇屋敷と呼ばれつつも庭が荒れ果てていたのは老いた自分に釣り合わないという本人の意向であったが、蒼星石が独断で庭を再生させた。鏡をなにより嫌う。
コリンヌ・フォッセー
オディールの祖母でフランス人の雛苺の元契約者。裕福な家庭に住んでいて毎日雛苺と楽しく過ごしていたが、戦争の時代（時代背景から、第二次世界大戦の1940年 - 1945年（ドイツのフランス侵攻時）辺りと思われる）が始まり、疎開する際に雛苺をどうしても連れて行けなくなり、苦渋の選択で雛苺を置いて去ってしまった。その後、亡くなる直前まで雛苺のことを気にかけており、孫のオディールに雛苺の捜索を託す。
雛苺の現代（特に登場初期）の性格は、この離別経験が原因である。これは初期アニメ版でもほぼ同じ。
オディール・フォッセー
雪華綺晶の契約者。コリンヌの孫娘で、雛苺が見間違える程、祖母・コリンヌと似ている。自らの指輪を雛苺の物と信じ込み、桜田家を訪れるが、その後雪華綺晶によって眠りに就かされ、昏睡状態に陥り、そのまま有栖川大学病院に搬送され入院する。
最終話で無事に意識が回復し、巴とは手紙をやりとりする仲となっている。
梅岡（うめおか）
声 - 田村健亮
ジュンのクラスの若い男の担任教師。ジュンを学校へ来させようと何度か桜田家を訪ねている。一生懸命で生徒思いだが、ジュンの前ではそれがいつも裏目に出てしまう。
大人の見解と解釈で、ジュンの才能を全校生徒に認知させようとジュンには無断で全校集会でジュンのデザインしたドレスを公表し、このことがジュンの引き籠りの原因のひとつとなった。ジュンが再登校をした後は、下手に特別扱いしない等、自分なりにジュンを気遣う。
鳥海 皆人（とりうみ かいと）
3部・TALE31から登場する、別のクラスの男子生徒。1年の頃に全校集会でジュンがデザインしたドレスを見て以来、ジュンに憧れを抱いていた。実家は古物商。父親がローゼンメイデンを探しており、初めてそのことを知る人物と出会えたことに喜び、ジュンと仲良くなる。
創造ができない鑑賞者であり、創造者への憧れがある。そして雪華綺晶と結託し、自らを「新しいお父様」と名乗る。仲が良かったジュンに対しては「僕が桜田ジュンだ。君は鳥海皆人だろう。君はただ見ていればいい」と倒錯した論法のもと一蹴する。雪華綺晶の城で「有機のアリス」を創っており、侵入してきたジュンや真紅たちと敵対する。
その正体は、雪華綺晶が「自分だけのお父様」を手に入れたいがために創ったドールであり、実体のない幻影である。自分を創造者であると信じており、自分と自分の創造物が虚像である事実を知らずにいる。創られて目覚めた直後は雪華綺晶を「お母様」と認識していたが、忘れて己がお父様であるという役を信じ切っていた。終盤で雪華綺晶が力を失ったことで身体が崩壊し、真相を知って絶望しながら消滅する。

### まかなかった世界（2部）
斉藤（さいとう）
声 - 高森奈津美
まかなかったジュンのアルバイト先である書店の同僚。明るく社交的な性格。作中で呼称が「桜田くん」から「ジュンくん」に変わる。
役者の卵で、舞台作家を志望している。事情で大学進学を諦め、劇団入りして現場で（役者をしつつ）学んでいる。月謝と生活費のためにバイトに励む。優れた服飾デザインの素質を持つジュンに興味を示し、劇団の活動へ彼を勧誘する。寡黙で強面な兄がおり、同じ劇団の裏方を務めている。
新アニメ版では次回予告のナレーションをつとめる。次回予告の内容は「BOOKSタキワpresents店内放送」と称するラジオ番組のような構成にて店長との漫才のようなかけ合いで行われ、次回の放送内容とも関係がない。次回予告では山口にやたらと辛辣で、反面にジュンには好意を抱いているような発言をしている。
ゲーム版『ヴェヘゼルン ジー ヴェルト アップ』では出番が大幅に増えている。個別ルートでラブコメヒロインとなり、ストーリー上でもがっつりドールズのアリスゲームに関わる。役者を目指すという彼女のキャラクターにももっと踏み込む。
山口（やまぐち）
声 - 須藤翔
まかなかったジュンのアルバイト先の書店の店長。基本的に他人を見下しており、特にジュンを元ヒキコモリと激しく軽蔑し、露骨に侮辱的な態度で接する。ジュンにも嫌なやつと蔑視されているが、それを見透かしたうえでジュンに辛辣な言葉を返す。自分より下とみなした者には横暴な言動が目立つが、上司には露骨に媚び諂う。最終的に本店栄転の話を持ちかけられたジュンに対して掌を返すように態度を軟化させ良い上司ぶって見せるが、尊大さとスベり具合から、斉藤からは大笑いされる。
新アニメ版では、斉藤とともに次回予告のナレーションをつとめ、斉藤からは愛想は良くともぞんざいに扱われている。

### 大正時代（ゼロ）
菊（きく）
『ローゼンメイデン0 -ゼロ-』の主人公。結菱家のお屋敷に住み込みで働く女中。童顔で和装の姉。翠星石の契約者。
どんくさいが人懐っこい性格をしている。妹を自慢に思っている。坊ちゃんを慕う。普段は髪型を作っているが、髪を下すと印象が変わる。
言葉に田舎訛りが抜けていないことを恥ずかしがっており、自信が無く、はっきりと話せない。屋根裏部屋の掃除中に翠星石を見つけ、ゼンマイについていたタグの「カンセマキマ、カスマキマ」（右から読むと「マキマスカ、マキマセンカ」となる）でゼンマイを巻く。目覚めた翠星石と「大きい声で言いたいことが言えるようになる」「十二階の天辺から大声で叫ぶ」という約束をする。この約束を、兎頭事件の解決後に果たす。
ゼロドールの謎を調べる過程で、勇気を身につけ、たくましく成長する。しっかり者とみなされるようになり、仕事場での評価も上がる。
華（はな）
菊の妹。遥雲閣で昇降機ガールをしている。別嬪で洋装の妹。蒼星石の契約者。
モガに憧れており、職業婦人として自立して、長屋に住む。都会的な言葉遣いは作り物で、素になると訛りが出る。夢とは自分で叶える未来なのだという、現実的で前向きな思考をしている。そのために、帝都崩壊の未来を防ごうとする。
幼いころに木から落ちたことがあり、高所恐怖症。地元時代は和装で髪型も姉と同じだったが、想い人が姉を好きだったことで失恋し、都会に出てイメチェンした。一見すると「どんくさい姉と、別嬪の妹」のようであるが、ひそかに姉にコンプレックスがある。
坊ちゃん
結菱家の青年。次男で体が弱く、高等遊民的な生活をしているという現状と、家のために何かをしたいという望みが一致せず悩んでいる。夢で見た真紅に一目惚れし、双眼鏡を持って十二階に通う。
蒼星石や水銀燈に「真紅に会いたいから契約してくれ」と頼むが、もちろんそんな動機では断られる。人形にしか興味がなく生身の女性はスルーする。探偵の浪漫へのこだわりが高じて、ポンコツな言動をとる。
中盤以降は、どこにも出かけている様子がないのにお屋敷から姿を消し、夜になると戻ってきているということをくり返す。この現象は、双眼鏡に力が宿り、逆さから覗くことで鏡面世界に入れるようになったもの。翠蒼探偵団が兎頭事件を解決したときも不在であった。鏡面世界で黒衣の真紅と逢引し、自分の名前を教え、指輪の契約を交わす。
揚羽（あげは）
見世物小屋の踊り子。団長の娘。前身はサァカスのブランコ乗り。本名があるがダサいので、普段も源氏名を名乗る。見た目フラッパーだが、芸人の誇りがあり、インチキまがいの見世物には否定的。副業として、カフェーのバイトで歌と踊りをやっており、人気を得ている。
当初は菊と華を「金持ちの探偵ごっこ」と思っていたが、見直す。父親の悪企みを止めたいと、正式に探偵依頼をする。
寅吉（とらきち）
カフェーで用心棒をしている。揚羽の依頼で、菊たちに助力する。事件解決後はお屋敷で働く。菊に惚れたようである。
プルプルちゃん
大きなリボンをつけた、白い洋猫。気位が高く気難しい。「プルる」「ぷルにゃっ!!」などと鳴く。名前は華が命名した仮称で、水銀燈は単に「毛玉」「お馬鹿猫」などと呼ぶ。
蒼星石を取り返そうとする翠蒼探偵団の前にどこからともかく現れ、ヒントを示し、同行する。翠星石・水銀燈・雛苺から総じて「誰かさんに似ている」と感想を抱かれる。特に水銀燈は正体までわかっており、誰かさんとそっくりなケンカをする。
団長
揚羽の父。昔はサァカスを率いていたが、時代の流れで没落し、今は見せ物小屋で細々と稼業をしている。復帰を夢見ており、金のために悪事に手を染めつつある。兎頭と結託して子供を攫い、異国の人買いに売り飛ばそうとしている。
兎頭（うさぎあたま）
帝都を騒がせる怪人。子供を攫って目を検分する。てふ子にはめこむ「赤い眼球」を欲しがっており、翠星石と蒼星石のオッドアイの赤目を狙う。目的は、てふ子に夕焼けのシャボン玉を見せること。蒼星石はラプラスの魔の暗躍を疑うが、正体は別人であった。nのフィールドの超常に関与しない、ただの現実の人間であり、兎の頭部はかぶりもの。正体を推理できるようにヒントが示されている。

## nのフィールド関係者
ローゼン（Rozen）
「ローゼンメイデン」シリーズを作った伝説の天才人形師にして、本作における全ての始まりと言える人物。男性らしく、ドール達からは「お父様」と呼ばれ慕われている。生きているかのようにリアルで繊細かつ緻密な作風から、収集家や一部の人形愛好者の間で評判を呼んでいる。錬金術で不老不死となり時代を超えているとも言われている。錬金術師のサンジェルマン伯爵は、彼の別名義である。
究極の少女・アリスを生み出すため、錬金術でローザミスティカを生成しドール達を作ったが、どのドールもアリスに届かなかったことに悲嘆し姿を消したと言われている（3部TALE56-58で、より詳細な描写がある）。
かつては人間で、娘を亡くした父親であった。生前の娘とすれ違ってしまい上手く愛せなかったようで、それは後に生み出したドール達への関わり方にも重なっている。娘の死を機に、永遠の至高の少女を生み出すと言う考えに取り付かれ、ローゼンメイデンを制作するに至った。
容姿は紳士の職人だが、もはや形而上の存在にすぎない。ローザミスティカは彼の心の欠片であり、それを取り出したことで、ローゼンは空っぽの空洞となり、顔には穴が空いている。その姿はルネ・マグリットの絵画モチーフ『臨床医』に似る。とうに人の身ではなくなっており、箱庭の「天蓋の大時計」そのものが彼である、とでも言うような、半ば観念のような存在と化している。
Phase27にて、幼少時代のジュンと邂逅していたことが判明。ジュンに人形劇と『ひとりの人形師の物語』を聞かせていた。3部TALE62にて、皆人のアリスゲームの裏側で、工房を訪れたジュンと邂逅し、彼を後継者とする。アリスに至った真紅に会い、娘たちが自分の願いを超えつつあることを認め、肯定する。
初期アニメでは、金髪の男性として描かれる（前髪で両目が隠れており表情がわからない）。2期最終話ではジュンの悲痛な叫びに応えるかのように、一度は飛び去った6つのローザミスティカと共に登場し、真紅達を復活させた後、真紅に「再びアリスを目指しなさい。しかし、その手段がアリスゲームだけとは限らない」と告げて去る。初期アニメ特別編（1期の過去）では、水銀燈を腹部を完成させずローザミスティカも与えないまま放置し、第2ドールから第6(7)ドールを作ってそのまま旅立ってしまう。のちに（胴部が壊れた）水銀燈の前に現われローザミスティカを与える。水銀燈関連についての彼の行動には不明点が多い。
ラプラスの魔（ラプラスのま）
声 - 津久井教生（第1期、第2期、特別編）、三上哲（新アニメ） / 中田譲治
nのフィールドに現れる謎の兎。シルクハットを被りタキシードを着用。nのフィールドから現実世界に戻る抜け道「ウサギの穴」を自由に発生させることができる。お父様の旧い友人を自称する。
初登場はPhase4。悪戯好きで道化的な言動が目立ち、ミステリアスで捉え所がない。目的や思惑は謎に包まれているが、アリスゲームに行き詰ったジュンやドールたちの前に現れ、（わかりにくい）助け舟を出してアリスゲームを次の局面に進めることが多い。
1部ではジュン・真紅・翠星石に、2部では主にジュンに、3部では水銀燈と蒼星石に介入して助言を与える。特に1部Phase43（最終話）ではジュンの前に扉を差し出し「開けますか? 開けませんか?」という問いを残した後、何処へと去って物語の幕を引く、応急措置的なデウス・エクス・マキナとしての役割を果たす。3部TALE63では、皆人のアリスゲームの裏で、ジュンのローゼン継承に立ち会う。
『ゼロ』では、帝都に現れる「兎頭の怪人」と目されたが、別人であった。まぎらわしいと言われたり、本人も濡れ衣で不名誉と語る。水銀燈の声をラヂオで箱庭に届けて、金糸雀と雛苺をゼロドールの夢から解放する。
特別編（2014年の画集収録の短編）では、狂言回しとして、導入と〆を務めた。
アニメ第2期では原作よりも傲慢で冷酷な性格となっている。ドールズやジュンを軽視するような言動が原作よりも明らかに増え、槐や薔薇水晶の仲間かと思われたが、その2名さえも自分の手駒のように扱い欺いていた。これらを「楽しき戯れ」と称して、ローゼンメイデンも薔薇水晶も全滅させ、最終的にはローザミスティカ4と6を持って雪華綺晶の元に逃走した。その真意は不明である。
彼については『ラプラスの悪魔』や、『不思議の国のアリス』の白ウサギ・三月ウサギ・帽子屋も参照。

## ドール・人形
第ゼロドール 銀華（ぎんか）
水銀燈による仮名。『ローゼンメイデン0 -ゼロ-』で言及される。ゼロというのは、第1の水銀燈が自分より前という意味合いで呼んでいるにすぎず、お父様の基準でのローゼンメイデンシリーズにカウントされない。命名した水銀燈すら名前を忘却していたレベルで、ずっと「ゼロドール」と呼ばれており、最終階でようやく名前が告げられる。
第ゼロドール銀華という空虚な輪郭。水銀燈が、ローゼンの試作のジャンクパーツにローゼンから教わった歌を教え、名前を与えたものであり、実体はとうに失われ歌声だけが残った。nのフィールドにて、西洋式カァテン寝台の奥にかいま見えるシルエットがあるが、それでさえ偽物。
彼女の夢が、遥雲閣を中心に帝都を包み込み、現実世界を侵食しつつある。夢に連動した現実の崩壊が危惧される状況にある。彼女の歌声に、てふ子や眠る真紅が共鳴して歌っている。黒衣の真紅はこの余波から生まれた。
薔薇水晶（ばらすいしょう）
ローゼンメイデン第7ドール、を名乗っているが嘘である。紫のドール。漫画版には登場せず、初期アニメ版2期『トロイメント』に登場する。詳細は『初期アニメ版の登場キャラクター』を参照。
珪孔雀（けいくじゃく）
ローゼンメイデン第8ドール、という設定。水色のドール。人工精霊はティアドロップ。本編への登場はない。
「8人目のドール（ヴァーチャル）」「空想世界の第8ドール」と特殊なカウントをされる。一人称は「わたし（私）」、二人称は「あなた／名前」で、さらに第5ドール真紅を「真紅お姉様」と呼ぶことがわかっている。ドール商品の説明文にて情報量が多く、基本設定が圧縮されている。他には「天然」「運動音痴でよく転ぶ」とされる。
2013年にゴスロリバイブルで行われた公募企画の最優秀作品である。オリジナルのイラストが1枚、PEACH-PITによる公式イラストが1枚（2014年の画集に再録）、ALICE and the PIRATESによるリアルお洋服が1着、プーリップによりドール商品化された。選評ポイントは「シルエットにしても残る個性」「トランプ兵のようなデザインが、アリスゲームにふさわしい」。「ふんわりした砂糖菓子のよう」と形容される。
くんくん
声 - 津久井教生
人形劇『たんてい犬くんくん』の主人公。犬の名探偵。垂れ目・垂れ耳でいつも舌を出している。
『たんてい犬くんくん』は、劇中に登場するテレビ番組。ジュンからは「人形劇にしてはやけに本格的な推理劇」と評される。人形劇版とアニメ版があり、作風が異なるのだという。TALE30にシーズン分けについての詳細な設定解説がある。
初期アニメ版では描写が盛られており、「捜査に必要なのは、どんな小さなことも見落とさない観察力」という決めゼリフもついた。親友のねこ警部、ライバルの怪盗ドロボウキャットなどのキャラクターも追加される。作品タイトルは『名探偵くんくん』『くんくん探偵』などブレがある。
ドールズは皆くんくんのファンである。特に真紅は熱狂的な大ファンで、普段の落ち着きが失われる。初期アニメベースドラマCDのギャグパートでは、普段はシリアスな水銀燈や薔薇水晶までくんくんファンにキャラ変する。
PS2用ゲーム『ドゥエルヴァルツァ』では、くんくんが主人公の短編アニメも収録された。トロイメントの『オリジナルドラマCD』では、くんくんと同じ声優が演じるキャラクターであるラプラスの魔と共演し、ボーイズラブ作品さながらの演出が展開される。
真紅の家来たち
主に1部に登場した。ジュンの部屋の人形たち。くんくんぬいぐるみ、呪いのブードゥー人形、クマのブーさん、市松人形、藁人形など。アニメでは改変がある（ブーさんがピエロ人形になっている、など）。
雪華綺晶のレプリカ
3部で登場する。3種類ある。
1つ目は、雪華綺晶本体が宿っている仮ボディ。両目を開いた人形。めぐと行動する。詳細は『ローゼンメイデン』雪華綺晶を参照。
2つ目は、コドウグ（仮称）。1つ目と全く同じ姿をしている。大ジュンの味方。別途後述。
3つ目は、大量にいる。配下の雑兵。薔薇の蔓が両目を覆った人形。翠星石によるとまるで「ブサきしょう」。大ジュンになつきやすい。
コドウグ
雪華綺晶に容姿が良く似たアンティークドール。顔はリアルドール調に描かれている。雪華綺晶と違って両目がある。
大ジュンが「まかなかった世界」に帰還したときに、真紅レプリカの代わりに在った。名前は「（演劇用の）小道具」からきた仮名。
大ジュンが真紅達から救援要請を受けたときに動き出し、彼を雪華綺晶のフィールドへ連れて行く。大ジュンに非常に懐いており、語彙は乏しいが会話もできる。また雪華綺晶のフィールドのセキュリティをすりぬけることができる。
正体不明で特異な存在。本来はローゼンメイデンのいない世界における真紅の代替的存在と思われるが、なぜ雪華綺晶に似ているのか、なぜ動くのかなど、謎が多い。最終的には雪華綺晶の真のボディとなる。
アニメ3期の最終話ではみっちゃんを眠らせ、新たなアリスゲームの開始を示唆していた。
アレニエ
鳥海皆人のドール。雪華綺晶の姉妹。爆発パーマ、全身包帯、ボロボロの半スケルトンスカートという、パンキッシュな造形。口調はカタコトで、語彙も少なく、薔薇乙女のセリフを再生したような定型句しか喋らない。背中が水平に割れて、無数の腕が伸びるという、グロテスクなギミックがある。言動も意味不明で、「お姉サマ」と認識した相手を攻撃してくる。水銀燈と金糸雀によって倒される。
ジュディカとマデュリン
鳥海皆人のドール。左のジュディカと右のマデュリン。容姿は雪華綺晶にもアレニエにも似る。機械仕掛けの結合双生児で、戦うときは分離する。翠星石との戦いで、ジュディカが全壊。マデュリンも半壊して発狂し、停止した翠星石をジュディカと思い込む。皆人はマデュリンのパーツで翠星石を改造し、最後のアリスゲームで真紅にけしかける。
小畑健によってトリビュートイラストが描かれた。
「女王様」
鳥海皆人のドール。メルヘン迷路の主。頭部が薔薇になっている。言動が『不思議の国のアリス』の「ハートの女王」そのものであり、クロッケーでハリネズミを飛ばしてきたり、機械仕掛けの蝶やクワガタを使役して「首ヲ斬レェェ！」と連呼する。真紅と金糸雀と戦い、消耗戦で金糸雀をゼンマイ切れに追い込むも、ジュンの機転によって倒され停止する。
ネズミ
仮称。鳥海皆人の創造物。雪華綺晶の城で、お針子みっちゃんの仕事を監督する。雪華綺晶とコドウグの区別がついておらず、コドウグを「タイチョー（隊長）」と呼び従う。連動してジュンを「ソウタイチョー（総隊長）」と手助けする。
緑のジュディカ
仮称。鳥海皆人が修理（改造）した翠星石。マデュリンの部品で翠星石を作り変え、（大時計から伸びる）白茨の糸で操り人形とした。左眼が縫われ、右隻眼になっている。ジュディカは名前だけ、外見と中身は翠星石＆マデュリンという、倒錯したドール。この名前も皆人がマデュリンに説明するための方便にすぎず、対真紅たちには翠星石として扱っており、全てがいびつ。
有機のアリス
鳥海皆人のドールで、彼の最高傑作。3部のラスボス。
雪華綺晶と柿崎めぐの融合体で、2人の意識が別個にある。基本的に両目を閉じており、めぐとして喋るときのみ目を開く。めぐと雪華綺晶でセリフふきだしの画表現が異なる。そのシルエットがアリスにも、全裸の水銀燈にも似る。
病んだ心臓をローザミスティカで代替して動く。めぐの背中から昆虫の翅が生えており、繭の糸を纏う。繭糸を展開して防御しつつ、飛び道具の水晶で攻撃するのが基本戦術。力は無数の苗床から吸い上げて用いる。
最後のアリスゲームで、水銀燈と戦う。最終的には雪華綺晶とめぐの意図が食い違い、めぐの望む結末となる。めぐの死でアリスが維持できなくなり、雪華綺晶に戻る。
鳥海皆人
雪華綺晶が創ったドール。本人にドールの自覚はない。詳細は『人間』を参照。
てふ子
和装の人形。着物には紋様と蝶紋が描かれている。目がないので両瞼を閉じている。
もとは見世物用の操り人形。壊れて捨てられたところを、亡き娘を重ね見た兎頭に拾われた。化粧をして服を着せたときに、ゼロドールの歌を（ラヂオのように）受信して歌い出したことで、「歌う人形」となる。さらに蒼星石の左目をはめこんだことをきっかけに、動き出す。
兎頭の心が救済されたときに、かりそめの命を得る。以後はローゼンメイデンの妹分となる。水銀燈になついたことで、遠く離れていても水銀燈の声を拾うようになった。表面的には、てふ子が水銀燈の声と口調で喋っているような光景になり、初見の者は困惑する。
他者の夢の具現化物を、蝶に変えて霧散させる能力がある。
当初はゼロドールかと疑われたが、ゼロドールとは異なることが判明し、ならば何者かとされた。また作者は第8ドール公募（珪孔雀誕生企画）のときに上位入賞ドールに対して、和装のドールをやりたかったができなかったというコメントをしており、新シリーズにて和装ドールてふ子の登場が実現した。
黒衣の真紅
仮称。第ゼロドールの影響で、坊ちゃんと真紅の夢から作られた、偽りの真紅。
黒衣は喪服で、「第5ドールの真紅は死んだ」ことを意味する。ドレススカートのクリノリンが露出する。顔は帽子と一体化したヴェールで覆われる。帽子の黒リボン＝オリジナル真紅の胸元のリボンで、そのうえで全身黒衣となっている。
坊ちゃんの名を尋ね、指輪の契約を結ぶ。彼を下僕（しもべ）としてかしづかせている。性格も本来の真紅を継承しているが、細部が異なり、真紅が言わないようなセリフを発する。ゼロドールの許に向かう水銀燈を、夢の者として妨害して対峙する。

## 初期アニメ版の登場キャラクター
柴崎 元治（しばさき もとはる）
声 - 西川幾雄
第1期に登場するアニメでの蒼星石の契約者。時計職人の老人。息子を亡くし、またそのショックで妻・マツが寝たまま目覚めなくなったことで、我を失い、蒼星石を亡き息子だと思い込み束縛していた。水銀燈に利用されるが、ジュン達がマツの夢に入り込み彼女を起こしたことにより、自身も息子の死を認め、正気を取り戻す。以降も、孫同然に蒼星石を可愛がっている。翠星石からは「おじじ」、蒼星石からは「マスター」と呼ばれる。
第2期では「芝崎元治」とクレジットされ、時計店の看板には「芝」の字が書かれている（第2期9話参照）。
柴崎 マツ（しばさき マツ）
声 - 鳳芳野
第1期に登場。元治の妻。息子を交通事故で失ったショックで昏睡状態に陥ってしまう。蒼星石はマツの生命の木を探すも、夢の中は真っ白で見つからなかったが、ジュン達の活躍により目を覚ます。翠星石からは「おばば」、蒼星石からは「おばあちゃん」と呼ばれている。自身は翠星石を「翠ちゃん」、蒼星石を「蒼ちゃん」と呼んでいる。
元治同様、第2期では「芝崎マツ」とクレジットされる。また、設定資料集1、アニメファンブック『エーデルローゼ』では柴崎テイという名前となっている（『エーデルローゼ』第2版以降は「マツ」に改訂されている）。
柴崎 一樹（しばさき かずき）
声 - 松元惠
第1期に登場する柴崎元治とマツの一人息子。幼い頃に交通事故で命を落としている。死後はマツの夢の中でマツと一緒に永遠に夢の中に居続けようとしていた。しかしマツの夢の中に入ってきたジュン達に説得されて夢の中に閉じ込められていた真紅と雛苺の脱出の手伝いをし、さらに眠り続けていたマツを解放して目覚めさせる。その後、別れ際に真紅たちに両親への想いを伝えると満足して消えていった。
山本（やまもと）
声 - 間島淳司
のりの同級生。のりに想いを寄せており、告白したものの、天然ボケののりは告白だと気づかなかった。その後何度も告白しようとするが、いつもあと一歩の所で失敗して不幸な目に遭うという展開がパターン化している。
サラ
声 - 真田アサミ（桜田ジュンと同じ）
『オーベルテューレ』に登場。劇中描写から19世紀後半頃と思われる時代の真紅の契約者で、イギリス人の少女。裕福な家のお転婆な子女。真紅のことが大好きで、幼いながらレディとして振る舞おうとする。他方で水銀燈に対しては「色が白くて気持ち悪い」と酷評し、真紅が水銀燈ばかりに構っている事に不満がある。
この時代でのアリスゲームは決着がつかず、真紅は契約を解除して、眠っているサラに「立派なレディになるのよ」と告げて別れた。

### 薔薇水晶関係者（トロイメント）
表向きは第7ドール・お父様・契約者（？）の3人組だが実際は、非ローゼンメイデン・ローゼンの弟子・ラプラスの魔。3人がそれぞれバラバラに登場し、情報も小出しされ、全体像は最終話でようやく判明する。
第7ドール（偽）薔薇水晶と（真）雪華綺晶の2人は関係性が一切不明で、ラプラスの魔が両者に関与している。
薔薇水晶（ばらすいしょう）
声 - 後藤沙緒里
アニメオリジナルのドール。カラーは紫、シンボルは名前どおりに薔薇と水晶。原案・デザインは原作者PEACH-PITによる。
「ローゼンメイデン第7ドール」を名乗る。非戦で停滞していたアリスゲームに乗り込み、ローザミスティカ全ての占有を狙う。
契約者・人工精霊・ローザミスティカの全てを持たず、自分のお父様である槐への想いで動いている異質なドール。
寡黙で無表情。舌足らずな話し方で、相手の言葉をそのまま真似る癖がある。感情・精神が欠落しているような振舞をするが、槐への愛情は強い。
服装は、所々に薔薇と水晶の飾りがついた紫のロングドレスと紫水晶の髪飾り、足先に薔薇の飾りが付いたハイヒールの紫色のロングブーツ。毛先にウェーブがかかったロングヘアをツーサイドアップにしている。髪色は紫がかった銀髪で、瞳の色は金色。左目に紫の薔薇模様の眼帯をしているが、眼帯の下には左目がある。この眼帯は「涙を隠して戦うため」のものであるとされている。
水晶を召喚して操る能力を持つ。地面から水晶の柱を出現させることで、攻撃したり、敵の足場を妨害する。近距離では水晶の剣で攻撃し、遠距離では水晶の礫を飛び道具にする。大技として、相手を結晶内に封じ込めることも可能。水晶以外の技も多彩で、テレポートによる回避や、遠距離からの衝撃波攻撃などがある。7ドール中でも強さは上位。奪ったローザミスティカにより、他ドールの能力も使用する。
最終的には真紅との一騎打ちとなり、勝利する。全てのローゼンメイデンに勝ち、6つのローザミスティカを手に入れ、槐に誇らしげに報告するが、この段階で第7ドールを自称しアリスゲームに割り込んできた贋作であることが判明する。
しかし、ローゼンメイデンではないため、ローザミスティカの力に体が耐え切れず自壊を始め、嘆き悲しむ槐と共に光に巻き込まれて消える。
全体的な容姿は漫画の（真の）第7ドールである雪華綺晶に似るが、似て非なる2人という以外のことは不明。情報が明かされておらず、公式の関係性が一切わかっていない。またアニメ放送当時は第7ドールについて漫画とアニメで情報が錯綜し、複雑化していた。
演出的に伏せる、というストーリー構成上、彼女の内面の掘り下げはほとんど無い。ドラマCD（ボーナストラック）では、ドールショップの3人全員がキャラ変し、白崎の「個性が足りない」という意見で、白崎や槐のリクエストに応じて様々なキャラクターを演じる。
DVD-BOXのジャケット絵は、PEACH-PITが原作絵で7人のドールを描いており、これが最初で最後の薔薇水晶である。2009年の画集に再録されている。
初期アニメ2期1話副題『薔薇水晶』、独語サブ「Rozenkristall」（ローズクォーツ。バラ水晶）。独語は「Rosenkristall」（Rosenquarz、Rosa Quarzとも言う）、ローゼンメイデンは「Rozen Maiden」なので、両者を踏まえた造語。
槐（えんじゅ）
声 - 小野大輔
『トロイメント』に登場。白崎と共にドールショップを営む金髪に緑色の瞳を持つ人形師の青年。寡黙でいつも工房で人形を製作している。ローゼンメイデンと同じような、螺子で動く人形を作っている。ローゼンの意図が理解出来ないジュンに、人形師の心情を説いた。
ローゼンの弟子であるらしいが、詳細不明。師を超えたことを証明するために、空席の第7ドール枠に自作の薔薇水晶を割り込ませて、さらにドールズの前に薔薇水晶を伴って現れてアリスゲームをするようにドール達を煽る。薔薇水晶は真紅達との戦いに勝ったが、その直後に薔薇水晶がローザミスティカの力を抑えきれなくなり、自壊を始めてしまう。壊れ行く薔薇水晶を抱きしめ、彼女と共に光に包まれて消えていった。その後、ドールショップは閉店の札がかけられたままとなる。
特別編（推定19世紀後半のロンドン）では、白崎と一緒にローゼンメイデンを探していた。
トロイメントの『オリジナルドラマCD』では、キャラ変してギャグ化する。「薔薇水晶・改造計画」の名のもと、白崎に「シチュエーションが細か過ぎる」と言われる程、薔薇水晶に口調や仕草等の注文を細かく出している。フェティストで、好みのシチュエーションは「若奥様」。
初期アニメ2期2話副題『槐』、サブ「Enju」（音訳）。
白崎（しろさき）
声 - 櫻井孝宏（第2期）、津久井教生（特別編）
『トロイメント』に登場。長髪に眼鏡のドールショップ店員。饒舌で少し軽い性格だが、謎めいた一面も持つ。ジュンと槐を引き合わせるが、裏では薔薇水晶と密談を繰り返す。
正体はラプラスの魔で、槐・薔薇水晶・ローゼンメイデンの全員を戦いへと仕向けていた。名前に秘密があり、ラプラスの魔→白兎→しろうさぎ→しろさき→白崎という、ジョークが好きなラプラスの魔らしい名前になっている。
トロイメントの『オリジナルドラマCD』の「薔薇水晶・改造計画」では、キャラ変してギャグ化する。ハメを外し、SM趣味を吐露する。

## 小説版の登場キャラクター
ジャバウォック
『シュヴァルツェァ ヴィンド』（幻冬舎版1）に登場。童話『鏡の国のアリス』のジャバウォック同様、竜の姿をしている。nのフィールドで産まれたが、記憶もなく夢も見ない自分の存在する理由が分からず、それを求めてnのフィールドを漂っていた時、「夢の扉」の希望に満ちた眩い輝きに憧れ、孤独感と「自分もあれを持ちたい」という欲求が高じて、扉を吸収するに至った。真紅もジャバウォックとの初戦後にその意識を吸収されたが、翠星石が庭師の如雨露を使いジュンの夢を経由して、ジャバウォックの「夢」を発見、侵入して真紅を救出した。
性格は素直であり、夢の扉を吸収したのも「孤独で寂しかった」のが主な理由であり、真紅の意識を取り込んだ後も、ただ真紅の質問に答え、会話をしただけである。
しかし夢の扉を吸収することは、記憶と存在の拠り所でもある「心の映し鏡」を奪うことでもあるため、夢の扉を吸収されたのりを含めた人間は勿論、雛苺や金糸雀までもが深い眠りに就き、蒼星石の「夢の思い出」も吸収され、やがて「9秒前の白」を起点にnのフィールドまでも飲み込み始める。夢の扉とnのフィールドを元に戻すため、真紅と翠星石、ジュンがジャバウォックとnのフィールドで対決、同じ頃にめぐも深い眠りに就き、ジャバウォックを探すためにnのフィールドへ来ていた水銀燈の陰ながらの援護もあり、ジュンの力を大きく使い、戦いの末に最後は真紅の「薔薇の竜」にて倒された。
作中、めぐにジャバウォックの形をした指輪を渡したという人物が登場するが、ジャバウォックとの関連は不明。
穂積（ほづみ）
『ツヴィリンゲ』（集英社版1）に登場。薔薇屋敷の使用人。40歳前後の女性で、母も結菱家の使用人、父は結菱家の料理人をしていた。結菱一葉を愛しているが、屋敷の主と使用人という立場からその想いを打ち明けられずにいる。一葉が蒼星石の力で復讐を企んでいる事に気付き、翠星石に一葉を止めるように頼む。翠星石は彼女の愛情に感銘を受け、蒼星石を取り戻し、一葉の復讐を止める事を誓う。